# Dave Mirra
Dave Mirra, pseud. Miracle Boy (ur. 4 kwietnia 1974 w Chittenango, zm. 4 lutego 2016 w Greeville) – amerykański sportowiec, profesjonalny biker BMX i rajdowiec. Zdobył ponad 20 medali w zawodach X Games

## Życiorys
Dave Mirra posiadał własną linię produkcyjną BMX-ów Mirraco bikes.
W 2000 została utworzona pierwsza część z serii gier PC i PS z Dave'em Mirrą w roli głównej Dave Mirra Freestyle Bmx. W 2009 został jedną z głównych postaci gry rajdowej Colin McRae: Dirt 2.
Zmarł śmiercią samobójczą 4 lutego 2016 poprzez strzał w głowę, w Greenville.